# Chthonerpeton braestrupi
Chthonerpeton braestrupi är  ett maskgroddjur som beskrevs av Taylor 1968. Chthonerpeton braestrupi ingår i släktet Chthonerpeton och familjen Caeciliidae. IUCN kategoriserar arten globalt som otillräckligt studerad. Inga underarter finns listade i Catalogue of Life.